# Mahala (Ukraine)
Mahala (ukrainisch Магала, russisch Магала Magala, rumänisch Mahala) ist ein vorwiegend von rumänischstämmigen Einwohnern bewohntes Dorf in der ukrainischen Oblast Tscherniwzi mit 2740 Einwohnern.

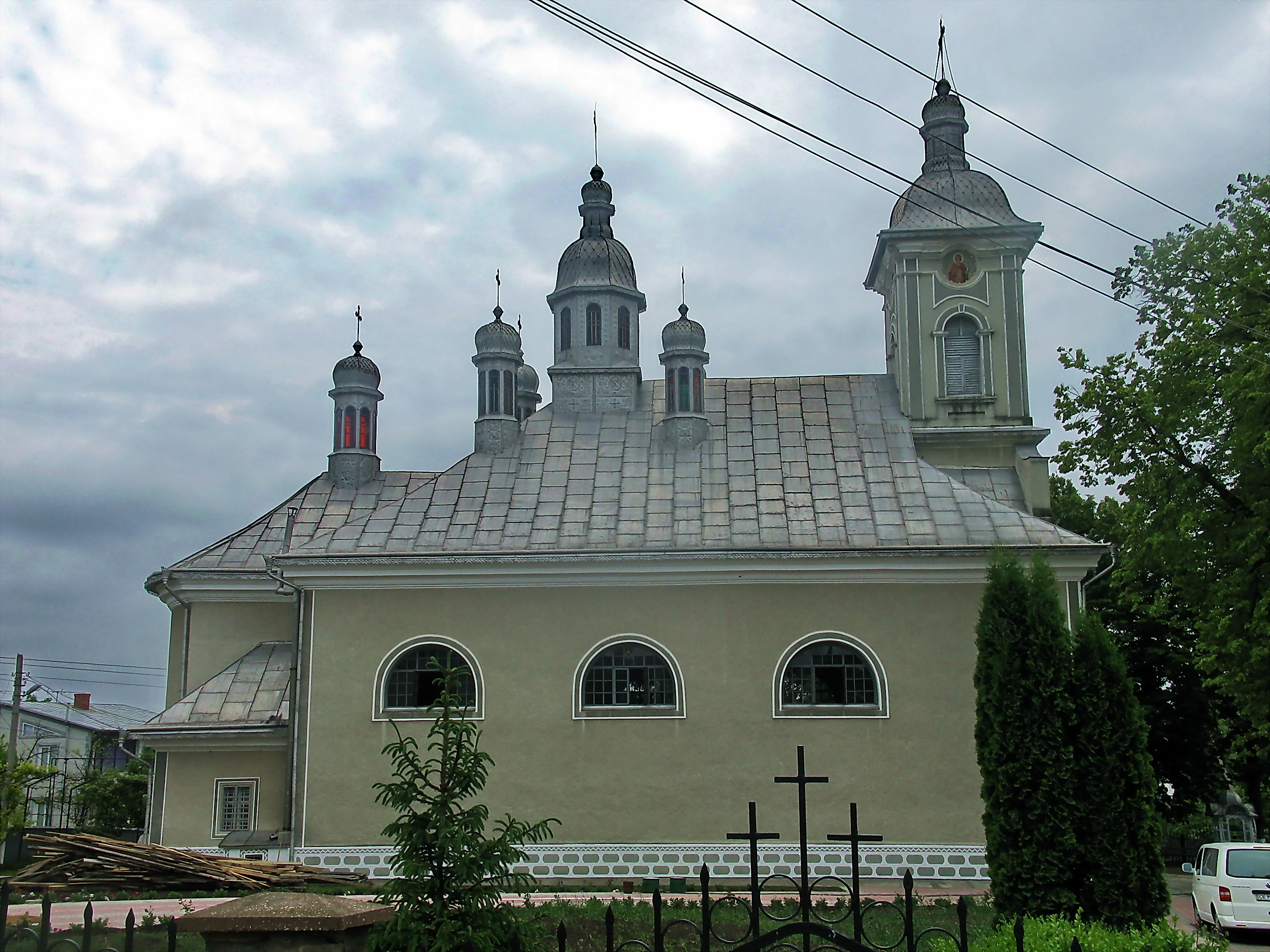
Dorfkirche

## Geografische Lage
Mahala liegt im Rajon Tscherniwzi auf einer Höhe von 167 m am linken Ufer des Pruths, etwa 6 km nordöstlich von Czernowitz auf dem Gebiet der östlichen Bukowina. Im Süden des Dorfes trifft die nationale Fernstraße N 03 auf die internationale Fernstraße M 19.

## Geschichte
Das erstmals im 18. Jahrhundert schriftlich erwähnte Dorf gehörte bis 1774 zum Fürstentum Moldau und wurde dann durch Österreich in das neue Kronland Bukowina einverleibt. Seit 1884 befindet sich südwestlich der Ortschaft ein Haltepunkt an der heutigen Bahnstrecke Tscherniwzi–Ocnița.
Nach dem Ende des Ersten Weltkriegs kam die Ortschaft zu Rumänien (Kreis Cernăuți). Im Zuge der Annexion Bessarabiens und der Nordbukowina fiel sie am 2. August 1940 an die Sowjetunion und von 1941–1945 wiederum an Rumänien. Nach dem Zweiten Weltkrieg kam das Dorf erneut an die Sowjetunion und wurde hier in die Ukrainische SSR eingegliedert. Nach dem Zerfall der Sowjetunion wurde es 1991 Teil der unabhängigen Ukraine.

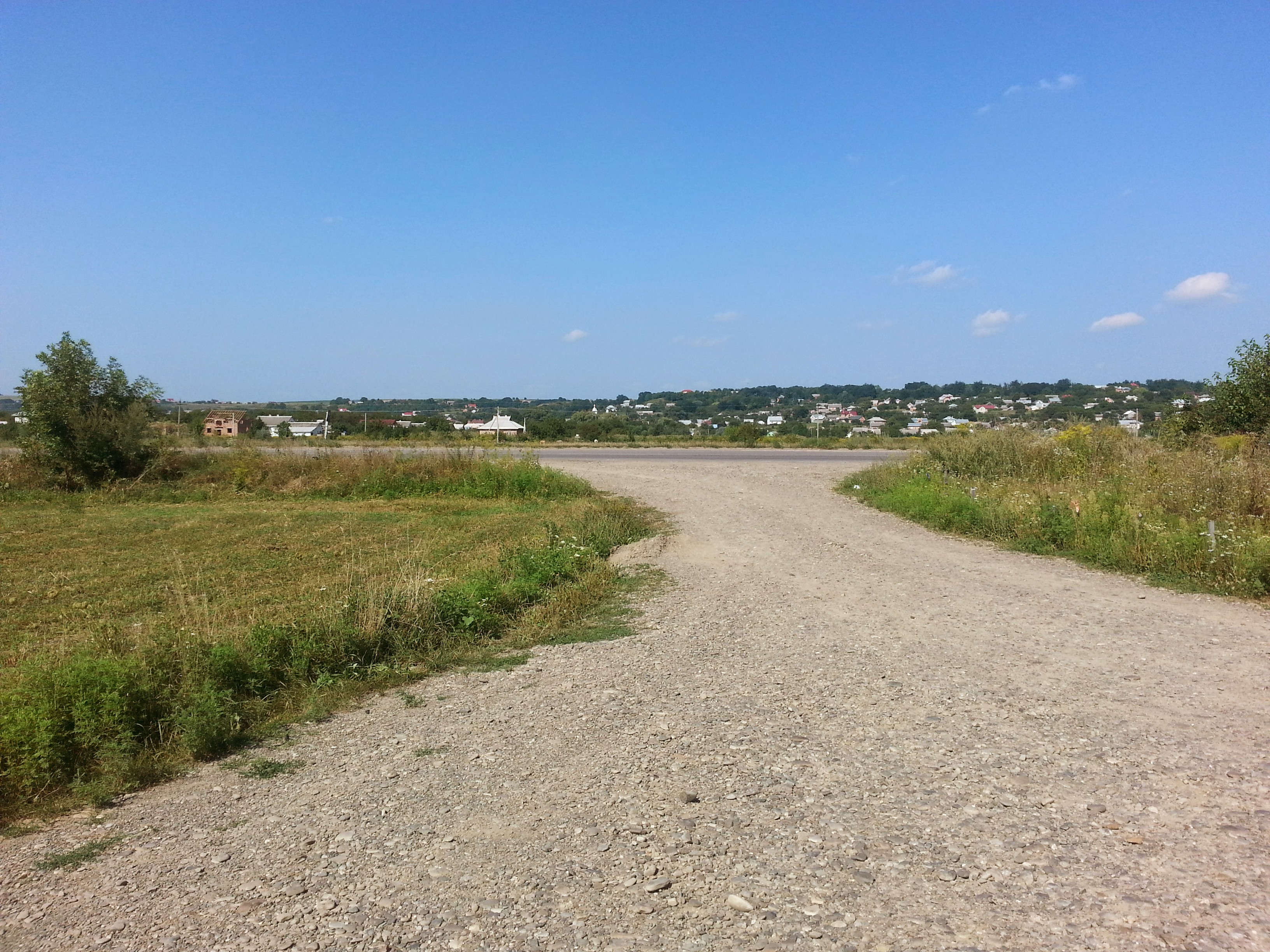
Blick auf das Dorf 2014

## Verwaltungsgliederung
Am 2. August 2017 wurde das Dorf zum Zentrum der neu gegründeten Landgemeinde Mahala (Магальська сільська громада/Mahalska silska hromada). Zu dieser zählten auch die 4 in der untenstehenden Tabelle aufgelistetenen Dörfer; bis dahin bildete es zusammen mit den Dörfern Buda, Ostryzja und Prut die Landratsgemeinde Mahala (Магальська сільська рада/Mahalska silska rada) im Rajon Nowoselyzja.
Seit dem 17. Juli 2020 ist der Ort ein Teil des Rajons Tscherniwzi.
Folgende Orte sind neben dem Hauptort Mahala Teil der Gemeinde:
| Name                     | Name       | Name                | Name           | Name           |
| ukrainisch transkribiert | ukrainisch | russisch            | rumänisch      | deutsch        |
| ------------------------ | ---------- | ------------------- | -------------- | -------------- |
| Buda                     | Буда       | Буда                | Buda           | Buda           |
| Ostryzja                 | Остриця    | Острица (Ostriza)   | Cotul Ostriței | Kotul Ostritza |
| Prut                     | Прут       | Прут                | –              | –              |
| Ridkiwzi                 | Рідківці   | Редковцы (Redkowzy) | Rarancea       | Rarancze       |

## Persönlichkeiten
- Grigore Nandriș, (1895–1968) – rumänischer Linguist und Philologe
- Dmytro Popytschuk, ukrainischer Volksmusiker